# Брезови
Брезови (Betulaceae) е семейство покритосеменни растения, включващо 6 рода с около 130 вида. Разпространени са главно в умерените зони на Северното полукълбо, с изключение на няколко вида, срещащи се в Андите.
Смята се, че семейството се образува в края на креда, преди около 70 милиона години, в днешен Съчуан, който по това време има средиземноморски климат. Тази хипотеза се поддържа от факта, че в тази област се срещат 52 вида от всичките 6 рода, като много от тях са ендемични. Предполага се, че шестте рода се обособяват напълно през олигоцена, като за всеки от тях, с изключение на Ostryopsis, има фосилни находки на поне 20 милиона години.
Видовете обикновена леска (Corylus avellana) и цариградска леска (Corylus maxima) се отглеждат за производство на лешници. Някои видове, главно от родовете бреза (Betula), леска (Corylus) и габър (Carpinus), се използват като декоративни растения. Дървесината на брезовите, особено на габъра, е твърда, здрава и тежка, като в миналото се е използвала за тежко натоварени елементи, като колела на каруци, дръжки на инструменти и други.

## Родове
- Alnus – Елша
- Betula – Бреза
- Carpinus – Габър
- Corylus – Леска
- Ostrya – Воден габър
- Ostryopsis